# Megadontomys nelsoni
Megadontomys nelsoni és una espècie de mamífer rosegador de la família dels cricètids. És endèmic dels vessants orientals de la Sierra Madre Oriental (Mèxic), on viu a altituds d'entre 2.000 i 3.500 msnm. Els seus hàbitats naturals són les selves nebuloses i els boscos de pins i roures. Està amenaçat per la tala d'arbres.
L'espècie fou anomenada en honor del naturalista i etnòleg estatunidenc Edward William Nelson.